# C/1946 K1 (Pajdusakova-Rotbart-Weber)
C/1946 K1 (Pajdusakova-Rotbart-Weber) ist ein Komet, der im Jahr 1946 mit dem bloßen Auge beobachtet werden konnte.

## Entdeckung und Beobachtung
Die slowakische Astronomin Ľudmila Pajdušáková entdeckte den Kometen am Observatorium Skalnaté Pleso während einer Routinesuche mit einem Kometensucher am frühen Morgen des 30. Mai 1946 (Ortszeit) im Sternbild Schwan. Sie schätzte die Helligkeit auf 8 mag und erkannte bereits einen knapp 1° langen Schweif.
Etwa sechseinhalb Stunden später entdeckte der US-amerikanische Amateurastronom David Rotbart ebenfalls den Kometen, während er mit einem Fernglas den Himmel beobachtete. Er schätzte die Helligkeit auf 6 mag.
Die dritte unabhängige Entdeckung des Kometen erfolgte auf eine ungewöhnliche Weise. Anton Weber war ein sehr aktiver deutscher Amateurastronom in den 1930er bis 50er Jahren, er war 1933 (Mit-)Entdecker des „Weber-Flecks“ auf dem Saturn. Im Nachkriegs-Berlin lebte er in einem schwer beschädigten Haus in Steglitz, das kaum noch intakte Fenster besaß. Kurz nach Mitternacht am 31. Mai saß er auf seiner Toilette und schaute durch eines dieser fensterlosen Löcher, als er mit bloßem Auge ein diffuses Objekt erblickte. Er holte ein Fernglas, vergewisserte sich, dass es sich um einen Kometen handelte, und verständigte das Central Bureau of Astronomical Telegrams (CBAT).
Der Komet hatte seinen sonnennächsten Punkt bereits 3 Wochen zuvor durchlaufen und stand kurz vor seiner größten Annäherung an die Erde. Anfang Juni wurde er von vielen Beobachtern in USA, Deutschland und Belgien beobachtet. Seine Helligkeit bewegte sich um 6 mag, aber er war leicht mit dem bloßen Auge zu erkennen, sein Schweif war 1° lang. In der zweiten Juni-Woche nahmen Helligkeit und Schweiflänge wieder langsam ab, Mitte Juni lag die Helligkeit schon unter 9 mag. Die letzte Beobachtung erfolgte am 29. Juli 1946 am McDonald-Observatorium in Texas bei einer Helligkeit von 15,5 mag.

## Wissenschaftliche Auswertung
An der Sternwarte Sonneberg konnte Paul Oswald Ahnert eine spektroskopische Aufnahme des Kometen erhalten, die in einem kontinuierlichen Spektrum starke Emissionslinien von CN, aber keine Kohlenstoffbänder zeigte.
Brian Marsden konnte 1974 aus 49 Beobachtungen über 57 Tage die Bahnelemente einer parabolischen Umlaufbahn für den Kometen bestimmen.

## Umlaufbahn
Für den Kometen konnte aus 6 Beobachtungen über 11 Tage eine sehr unsichere elliptische Umlaufbahn bestimmt werden, die um rund 170° gegen die Ekliptik geneigt ist. Die Bahn des Kometen liegt damit leicht schräg gestellt zu den Bahnebenen der Planeten, er durchläuft seine Bahn gegenläufig (retrograd) zu ihnen. Im sonnennächsten Punkt der Bahn (Perihel), den der Komet am 11. Mai 1946 durchlaufen hat, befand er sich mit etwa 152,1 Mio. km Sonnenabstand etwa im Bereich der Umlaufbahn der Erde.
Wenn die Bahn eines Kometen nur eine geringe Neigung zur Ekliptik besitzt, wie bei diesem, sind mehrere nahe Begegnungen mit den Planeten zu erwarten, die die Bahn des Kometen beeinflussen können. Der Komet näherte sich nicht nur einigen der kleinen Planeten bis auf geringe Abstände, sondern es erfolgten auch zahlreiche Annäherungen an die großen Planeten, einige davon sogar außergewöhnlich nahe:
| Datum          | Planet  | Min. Abstand (in AE) |
| -------------- | ------- | -------------------- |
| Mai 1941       | Uranus  | 6,2                  |
| April 1943     | Saturn  | 2,9                  |
| 4. März 1946   | Venus   | 0,82                 |
| 1. Mai 1946    | Merkur  | 0,60                 |
| 1. Juni 1946   | Erde    | 0,16                 |
| 8. Juli 1946   | Venus   | 0,72                 |
| 30. Juli 1946  | Mars    | 0,27                 |
| September 1946 | Jupiter | 3,7                  |
| Juni 1948      | Saturn  | 1,1                  |
| August 1954    | Uranus  | 4,9                  |

Die Annäherung an die Erde entspricht einer Entfernung von etwa 24,1 Mio. km. In der Nähe des aufsteigenden Knotens seiner Umlaufbahn bewegte sich der Komet um den 27. April 1946 in großer Nähe zur Erdbahn, und zwar in nur etwa 4,4 Mio. km (0,029 AE) Abstand dazu. Die Erde erreichte diese Stelle ihrer Bahn aber erst knapp drei Monate später um den 21. Juli.
Da der Komet erst nach seinem Periheldurchgang erstmals beobachtet werden konnte, ist die Bestimmung von umfassend gültigen Bahnelementen nur mit großer Unsicherheit möglich, insbesondere können keine definitiven Aussagen zur ursprünglichen Bahn des Kometen gemacht werden. Nach den Bahnelementen der JPL Small-Body Database, die keine nicht-gravitativen Kräfte auf den Kometen berücksichtigen, hatte seine Bahn lange vor seiner Passage des inneren Sonnensystems noch eine Exzentrizität von etwa 0,99860 und eine Große Halbachse von etwa 730 AE, so dass seine Umlaufzeit bei etwa 20.000 Jahren lag. Durch die Anziehungskraft der Planeten, insbesondere durch die relativ nahen Vorbeigänge an den großen Planeten, wurde die Bahnexzentrizität auf etwa 0,99967 und die Große Halbachse auf etwa 3050 AE deutlich vergrößert, so dass sich seine Umlaufzeit auf etwa 170.000 Jahre erhöht. In Anbetracht der äußerst unsicheren Bahnparameter sind alle angegebenen Daten nur als ungefähre Werte zu betrachten. Insbesondere liegt es durchaus im Bereich der Unsicherheit, dass der Komet sich auch auf einer hyperbolischen Bahn aus dem Sonnensystem entfernt.